# Baguette

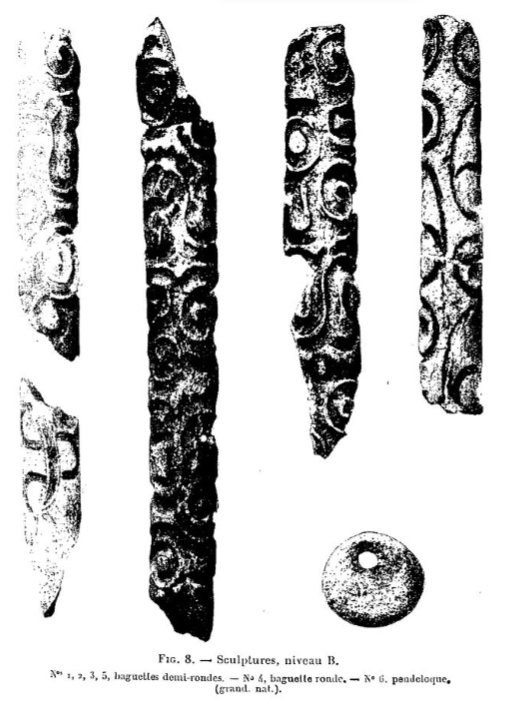
Zdobione baguette demi-ronde z jaskini Abri des Harpons

Baguette – francuski termin oznaczający wydłużony, wąski przedmiot o przekroju płasko-wypukłym. Wykonany może być np. z poroża renifera. Przedmiot ten służy jako rodzaj prostego narzędzia.